# Clairette de Bellegarde

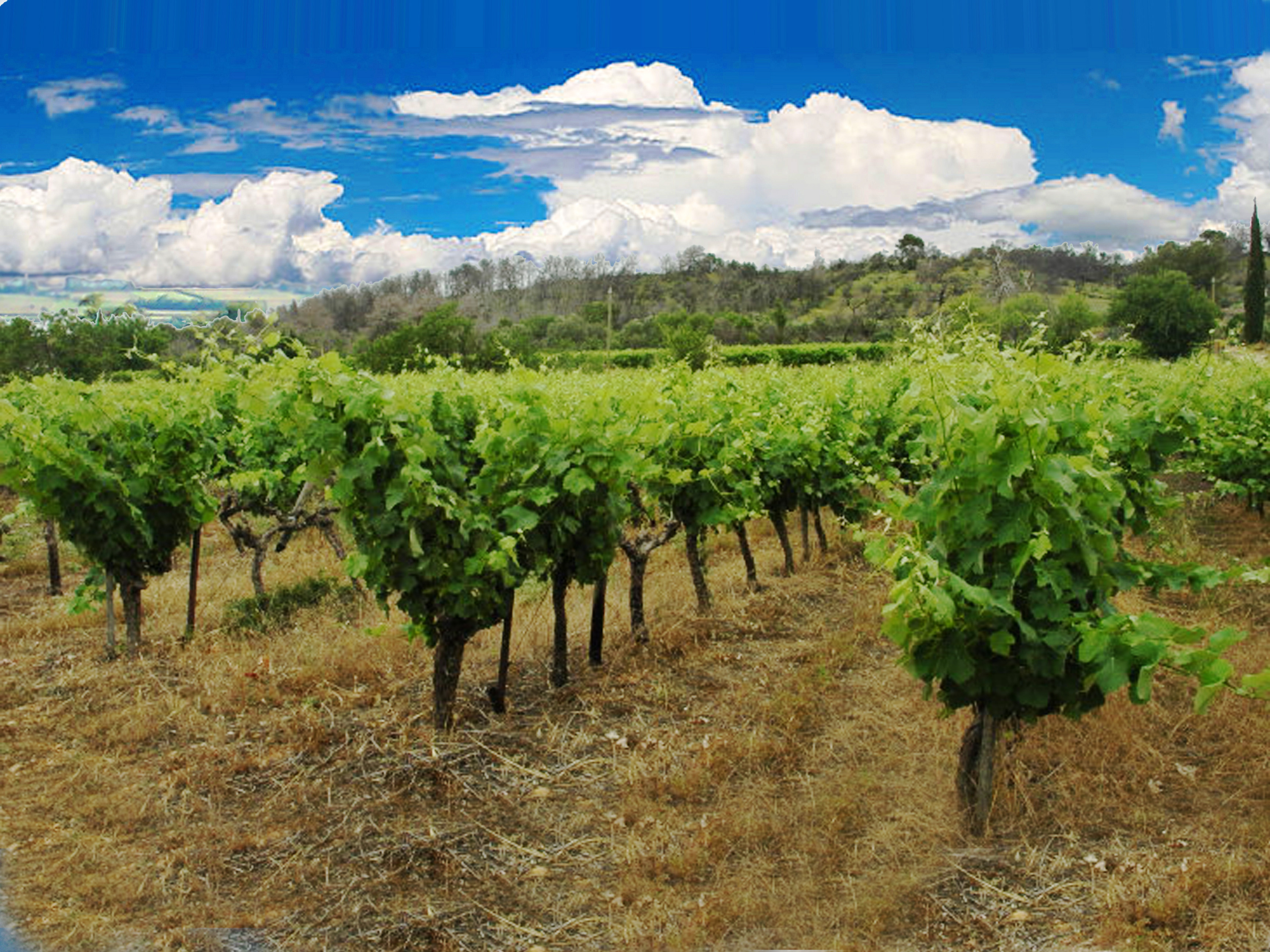
Reben in Clairette de Bellegarde

Das Weinbaugebiet Clairette de Bellegarde liegt ganz im Nordosten der Weinbau-Region Languedoc und erstreckt sich südöstlich der Stadt Nîmes sowie nördlich der Camargue entlang der Nationalstraße N 113 auf dem Gebiet der Gemeinde Bellegarde. Das Gebiet bildet den Übergang zur Weinbauregion Rhône und gehört (wein)-geographisch noch zum Tal der Rhone. Die Appellation liegt als Enklave innerhalb des Gebiets der Costières de Nîmes und erhielt am 28. Juni 1949 den Status einer Appellation d’Origine Contrôlée (kurz AOC).
Seit dem 19. Juli 2004 wurde offiziell anerkannt, dass die Costières de Nîmes in seiner Typizität eher einem Rhônewein entspricht. Die Enklave Clairette de Bellegarde wird aber weiterhin der Weinbauregion Languedoc zugerechnet!
Der Weißwein der Appellation besteht zu 100 Prozent aus der Rebsorte Clairette Blanche. Die vorgeschriebene Pflanzdichte liegt bei mindestens 4000 Rebstöcken/ha. Der Ertrag ist auf 60 Hektoliter/ha begrenzt. In der ersten Version des Dekrets aus dem Jahr 1949 lag dieser Wert noch bei niedrigen 35 Hektoliter/ha. Rotweine der Region werden unter der Bezeichnung Costières de Nimes vermarktet.
Das Gelände ist flach; die Rebflächen liegen auf einer Höhe zwischen 20 und 100 m. Die Böden bestehen aus bis zu 12 m mächtigen Villafranchium-Schottern. Das Villafranchium ist ein nicht offiziell anerkanntes Erdzeitalter, das zum Teil mit dem Gelasium und dem Altpleistozän überlappt. Die Kieselablagerungen stammen von der Rhone, dem Gardons und teilweise auch von der Durance. Die Villafranchium-Schotter und das besondere Klima der Costière du Gard sind die Grundlagen des Terroirs der Herkunftsbezeichnung.